# Sifaca de Perrier
El sifaca de Perrier (Propithecus perrieri) és un sifaca que, com tots els lèmurs, és endèmic de Madagascar. Mesura 85-92 cm de llargada, dels quals 42-46 cm pertanyen a la cua. El sifaca de Perrier té un àmbit de distribució geogràfica molt limitat al nord-est de Madagascar, situat entre el riu Irodo al nord i el riu Lokia al sud. Viu en boscos secs caducifolis i boscos semihumits.
Té el pelatge gairebé totalment negre i viu en grups d'entre dos i sis individus. La seva dieta inclou fulles, fruits immadurs, els pecíols de les fulles, brots joves i flors. Se'l considera un dels 25 primats més amenaçats del món.